# Бингёль (ил)
Бингёль (тур. Bingöl, юж. зазаки Çolig) — ил на востоке Турции.

## География
Территория ила приурочена к плоскогорному вулканическому массиву Бингёль (тур.  Bingöl Dag – горы тысячи озёр).
Реки Мурат, Мунзур (бассейн Евфрата).
Граничит с илами Тунджели, Эрзурум, Муш, Диярбакыр, Эрзинджан и Элязыг.

## История
Ил Бингёль был создан в 1946 году, территория ранее входила в илы Элязыг и Эрзинджан. До 1950 года ил назывался Чапакчур (тур. Çapakçur, арм. Ճապաղջուր).

## Население
Население – 253 739 жителей (2009). Большинство населения – курды-заза.
Крупнейший город – Бингёль (68 тыс. жителей в 2000 году).

## Административное деление

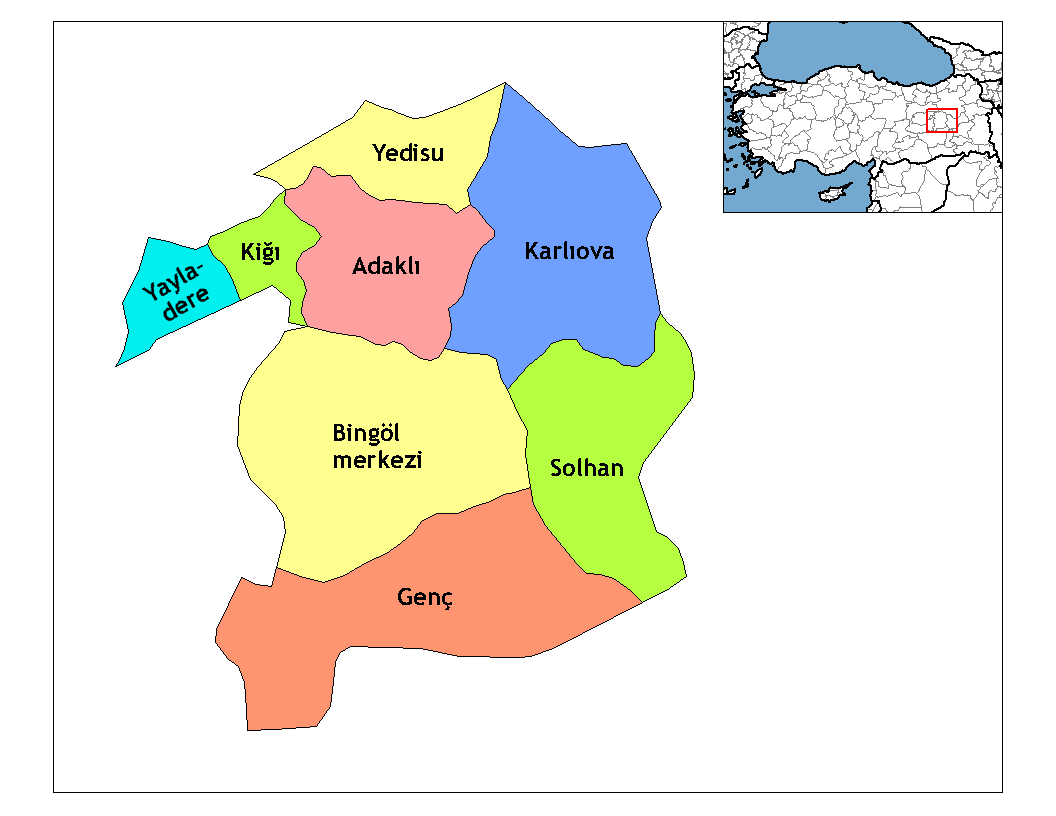

Ил Бингёль делится на 8 районов:
1. Адаклы (Adaklı)
2. Бингёль (Bingöl)
3. Генч (Genç)
4. Карлыова (Karlıova)
5. Киги (Kiğı)
6. Сольхан (Solhan)
7. Яйладере (Yayladere)
8. Едису (Yedisu)